# Рубинштейн, Элена
Элена Рубинштейн (англ. Helena Rubinstein, при рождении Хая Рубинштейн, нем. Chaja Rubinstein; 25 декабря 1872, Краков, Австро-Венгрия — 1 апреля 1965, Нью-Йорк, США) — предпринимательница, основательница косметической линии и сети магазинов в США, Франции и Великобритании.

## Биография
История жизни Хелены Рубинштейн весьма противоречива, в её биографии, особенно раннего периода, зачастую невозможно отличить правду от вымысла. Сама Хелена нередко рассказывала о себе по-разному, однажды заявив в интервью, что «интересная ложь куда лучше скучной правды».
Хелена Рубинштейн родилась 25 декабря 1872 года в Кракове. Её дед по отцовской линии сделал состояние на добыче ископаемых: он владел нефтяными скважинами в Галиции и имел долю от дохода нескольких угольных шахт. Мать, Августа Зильберфельд, происходила из семейства банкиров. Отец, Гораций Рубинштейн, занимался коммерцией и практически разорился на экспорте и импорте товаров. Хелена была старшей из восьми дочерей в семье (ещё двое детей умерли в младенчестве) и рано начала помогать матери по хозяйству; в возрасте 12 лет она уже фактически выполняла роль экономки. Младшие сёстры дали Хелене прозвище «орлиный глаз» — так она следила за всем, что происходит в доме. Мать доверяла девочке покупки, а вслед за тем и отец начал давать ей перепроверять счета и рассчитывать прибыльность планируемых сделок. Художественный вкус и интеллектуальные воззрения отца сильно повлияли на формирование её личности. Однажды, когда отец внезапно заболел, Хелена вызвалась поехать вместо него на деловую встречу. Так как ей было всего шестнадцать лет, родители отпустили девушку в другой город на поезде лишь в сопровождении слуги. Несмотря на юный возраст, она успешно заключила сделку.
В детстве она была наиболее близка со своей ровесницей-кузиной, дочерью Луи Зильберфельда (её имя не установлено), которая жила в семье Рубинштейнов. Мать девочки умерла во время родов, вскоре после чего её отец с младшим братом уехали в Австралию, где занялись разведением овец. После того, как Луи достаточно разбогател, чтобы «выписать» к себе дочь, кузины стали вести регулярную переписку — так Хелена начала мечтать о поездке в Австралию.
Хелена решила стать врачом и поступила на медицинский факультет Краковского университета. Она прилежно штудировала теорию, однако на первом же практическом занятии в операционной упала в обморок. Какое-то время она пыталась перебороть себя, но вскоре была вынуждена признать, что профессия врача не для неё. В университете у Хелены начался роман со студентом-медиком, который вселил в неё мысль, что раз она не может быть врачом, то должна стать женой и верной помощницей врача — однако такое развитие событий не устраивало родителей Хелены и они решили отправить 19-летнюю дочь подальше от влюблённого студента. Поездка к родственникам в Австралию должна была стать наказанием для Хелены, однако одновременно она осознавала, что это вынужденное путешествие является осуществлением её мечты.
В пожилом возрасте у Рубинштейн развился диабет. Иногда она настолько плохо себя чувствовала, что от боли ложилась прямо на пол. Однажды приступ случился в салоне у Кристиана Диора. Кутюрье, увидев лежащую на полу Рубинштейн, сделал вид, что ничего не случилось: он подошёл к ней, наклонился, поцеловал руку и произнес: «Здравствуйте, княгиня».
На протяжении последних 14 лет жизни Рубинштейн её секретарём был Патрик О’Хиггинс. В 1971 году он опубликовал книгу воспоминаний «Мадам, или В золотом аду Хелены Рубинштейн».

## Инновации
- Рубинштейн первая классифицировала кожу лица по типам — сухая, нормальная, жирная.
- Создание первой водостойкой туши с эффектом удлинения и утолщения ресниц (Waterproof; Mascaramatic).
- Создание кремов на основе молочных продуктов.
- Добавление витаминов и ферментов в средства по уходу за кожей.
- Использование электричества и гидротерапии в уходовых процедурах.
- Открытие косметических салонов для мужчин, где использовались средства, разработанные для мужской кожи.

## В культуре
- Хелена Рубинштейн стала прообразом героини романа Поля-Лу Сулицера «Ханна» (1985).
- Художник Сальвадор Дали увековечил Рубинштейн в образе женщины-Прометея, прикованной к скале собственным зелёным платьем.
- Художественный руководитель Московского драматического театра им. А. С. Пушкина Евгений Александрович Писарев поставил на сцене театра « Мадам Рубинштейн», основываясь немного на биографии. Роль Хелены исполняет Народная артистка Вера Алентова.